# Dmitrij Ivanovič Popov
Dmitrij Ivanovič Popov (rusky: Дмитрий Иванович Попов; 1892–1921) byl ruský anarchista, člen levicové Strany socialistů-revolucionářů a hlavní představitel povstání v červenci 1918. Později se stal členem Ukrajinské povstalecké armády, vedené Nestorem Machnem.